# Die Judenbuche

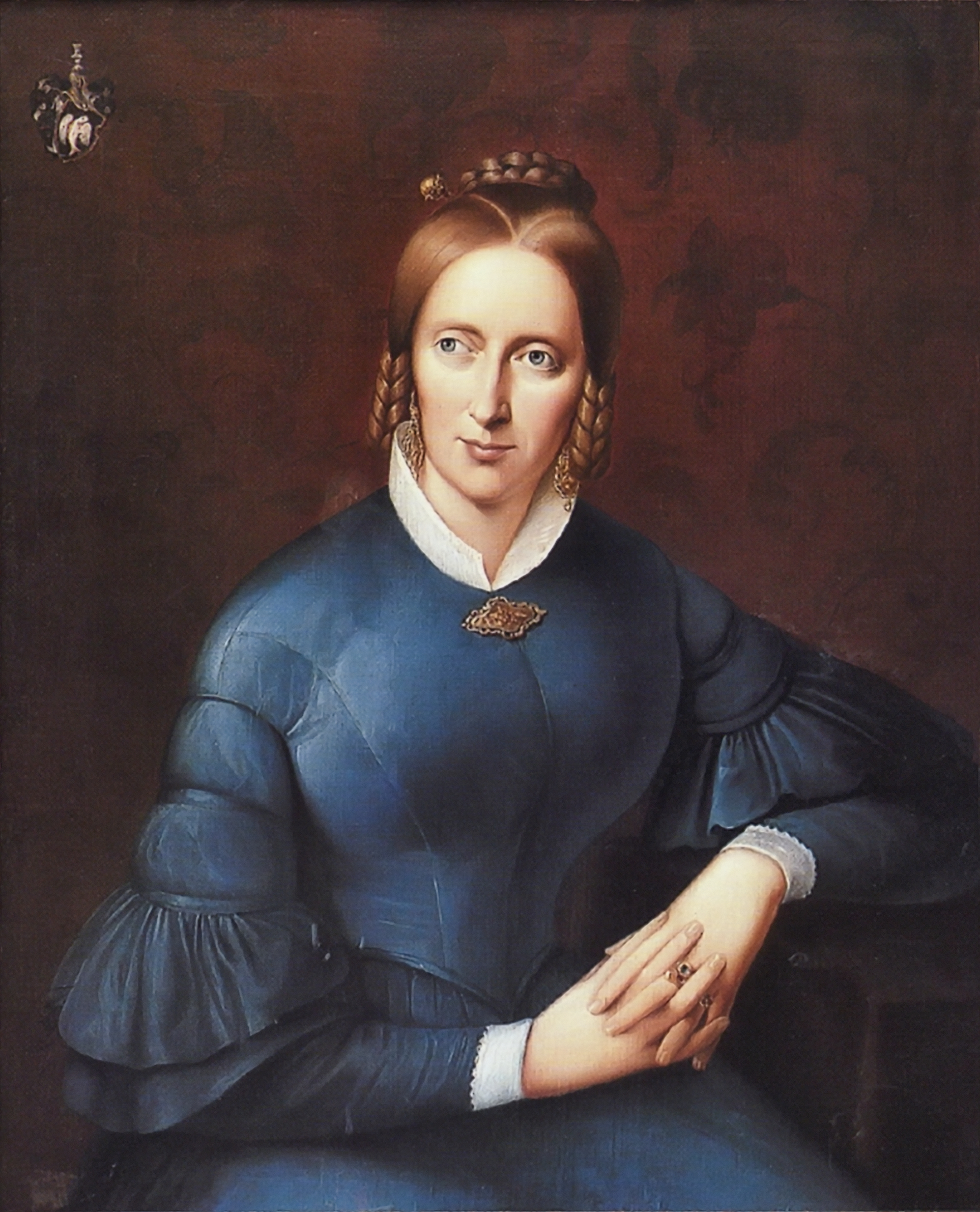
Annette von Droste-Hülshoff

Die Judenbuche no original em alemão (em português: A Faia do Judeu) é uma novela da escritora alemã Annette von Droste-Hülshoff publicada originalmente em 1842, baseada num crime real, considerada um precursor do romance policial na literatura alemã. Não tem tradução portuguesa.  

## Enredo
A novela conta a história do assassinato de um negociante judeu, Aaron, e da fuga do maior suspeito do crime e personagem principal da obra, Friedrich Mergel, que havia comprado um relógio dele mas não pagou as prestações. A comunidade judaica da aldeia compra a faia onde Aaron foi encontrado morto (e que dá título ao livro) e grava nela em caracteres hebraicos os dizeres: "Se te aproximares deste local acontecerá contigo o que fizeste comigo." Foragido no exterior, Friedrich é escravizado pelos turcos e só consegue se libertar mais de duas décadas depois, retornando para sua aldeia disfarçado como Johannes Niemand (João Ninguém), com quem se assemelhava, e enfrentando seu destino. A história se desenrola na "Aldeia B", na Vestfália, cuja sociedade e costumes são bem descritos, como promete o subtítulo da obra: Ein Sittengemälde aus dem gebirgichten Westfalen — Um retrato de costumes da montanhosa Vestfália.
"As etapas da vida de Friedrich Mergel são demarcadas por mortes violentas, cuja autoria não é revelada. O pai, Hermann Mergel, um beberrão local que maltrata a mãe de Friedrich, Margreth, morre em circunstâncias não esclarecidas quando Friedrich tem nove anos de idade. Friedrich cresce sob a influência de um tio, Simon Semmler, que está ligado a atividades criminosas. Nesse contexto, Friedrich envolve-se em um assassinato de um guarda florestal; o caso, contudo, não é esclarecido. Mais tarde, Friedrich vira suspeito de um outro assassinato, de um comerciante judeu, Aaron, com o qual ele havia contraído dívidas. Friedrich foge da região; esse assassinato tampouco é esclarecido. Vinte e oito anos mais tarde, um homem que diz chamar-se Johannes Niemand, junto com o qual Friedrich teria fugido, mas que mais tarde é identificado como o próprio Friedrich Mergel, retorna à região da trama, alegando que passara os anos desde a fuga do vilarejo como escravo na Turquia. Um ano depois, ele é encontrado enforcado na árvore sob a qual Aaron fora morto, uma faia que havia sido comprada e marcada, pela comunidade judaica da região, com uma inscrição hebraica que, como é revelado na última frase da narrativa, exortava a punição do assassino desconhecido de Aaron. O morto é identificado, por meio de uma cicatriz, como Friedrich Mergel e a sua morte, embora de novo não esclarecida, é interpretada como suicídio e confissão de culpa do assassinato de Aaron."